# Kjærlighetskarusellen
Kjærlighetskarusellen (en español, Carrusel del amor) es un urinario público ubicado en Oslo, Noruega, construido en 1937. Se encuentra en el parque Stensparken en el barrio de Fagerborg, distrito de St. Hanshaugen. El urinario, construido en un estilo funcionalista, se utilizó como lugar de encuentro sexual para hombres homosexuales, en una época en que la homosexualidad era socialmente inaceptable e ilegal en Noruega. Su reputación como lugar de cruising, combinado con su forma redonda, le otorgó su apodo. Otros nombres incluyen "La rueda de la fortuna", "El barril redondo", "El hongo" y "El paraguas". En 2009 fue declarado Patrimonio Cultural por su lugar en la historia sanitaria de Noruega.

## Construcción
El urinario fue diseñado por el arquitecto municipal Harald Aars y se terminó de construir en 1937. Había tres consideraciones principales detrás del diseño del edificio: se suponía que daría refugio a la lluvia, su forma abierta debería garantizar la ventilación y evitar los malos olores, y los usuarios deberían estar protegidos de la vista del público. Además de esto, también debía encajar estéticamente en el entorno del parque circundante. La forma redonda del edificio es típica de la arquitectura funcionalista.

## Lugar de encuentro sexual
La homosexualidad ha sido tradicionalmente un tema tabú en Noruega, y el sexo entre hombres fue ilegal hasta 1972. Por esta razón, los hombres homosexuales tuvieron que encontrar formas de reunirse, ya sea en privado o en secreto en lugares públicos. Varios urinarios se convirtieron en lugares de encuentro para hombres homosexuales, y estos lugares recibieron apodos humorísticos, como "Bel Amis" en Sagene, y "Muro de los lamentos" por la biblioteca municipal de Oslo. De todos estos lugares, Kjærlighetskarusellen en Stensparken es el único que aún existe.

## Patrimonio Cultural
El año 2009 fue declarado Año Noruego del Patrimonio Cultural, con el objetivo de resaltar la diversidad y la importancia del patrimonio cultural noruego para todos los sectores de la comunidad. En este contexto, Kjærlighetskarusellen fue declarado Patrimonio Cultural de Noruega. La Dirección Noruega de Patrimonio Cultural inició el proceso para proteger el edificio a mediados de octubre de 2008. Leif Pareli, curador del Museo del Pueblo Noruego, elogió la decisión y comentó tanto sobre la "forma simple y buena funcionalidad" del edificio como sobre su estatus como "un conocido lugar de encuentro para gais y... por lo tanto, un rastro de la vieja historia gay".
El 30 de abril de 2009 se llevó a cabo un acto especial de declaración del urinario como edificio protegido. En la ceremonia estuvieron presentes el oficial de conservación de la ciudad, Marte Boro, el ministro de Medio Ambiente, Erik Solheim, y el alcalde de Oslo, Fabian Stang. Nils Marstein, director noruego de Patrimonio Cultural, dijo en un discurso que "el propósito de la protección del urinario en Stensparken es preservar un ejemplo importante en la historia sanitaria de cómo la ciudad se arregló para necesidades triviales".

## Otras lecturas
- Kristiansen, Hans W. (2004). Kjærlighetskarusellen: eldre homoseksuelle menns livsfortellinger og livsløp i Norge. Sosialantropologiske Institutt, Univ. i Oslo. ISBN 9788277200064. Consultado el 25 de marzo de 2012.